# Bohdalín
Bohdalín – gmina w Czechach, w powiecie Pelhřimov, w kraju Wysoczyna. Według danych z dnia 1 stycznia 2014 liczyła 180 mieszkańców.